# جعفر خياط
جعفر خياط (1910 - 1973) هو مؤلف ومترجم عراقي عاصر فترة احتلال بريطانيا للعراق وفترة الانتداب البريطاني في القرن العشرين. تعد ترجماته من المصادر المهمة لتاريخ العراق.

## سيرته وحياته
ولد جعفر خياط عام 1910 في منطقة صبابيغ الآل في جانب الرصافة من بغداد، ولقد أكمل دراسته الابتدائية والثانوية في المدرسة الجعفرية وبعدها سافر إلى بيروت للالتحاق بالجامعة الأمريكية، ثم أوفد ببعثة علمية على نفقة الحكومة العراقية للدراسة في جامعة كاليفورنيا في بيركيلي في الولايات المتحدة فحصل على شهادة بكالوريوس بالعلوم ثم حصل على درجة ماجستير في العلوم الزراعية عام 1928.

## آثاره في التاريخ والسياسة
1. صور من تاريخ العراق في العصور المظلمة (تأليف).
2. أربعة قرون من تاريخ العراق الحديث، تأليف ستيفن همسلي لونكريك.
3. العراق – دراسة في تطوره السياسي، تأليف فليب أيرلند.[5]
4. فصول من تاريخ العراق القريب، ترجمة لما كتبته السيدة غيترود بيل.
5. أيام فليبي في العراق، ترجمة لما كتبه السيد فليبي أثناء عمله في العراق.
6. الشرق الأوسط في مؤلفات الأمريكيين، ترجمة لفصلين منه.
7. حوادث العراق في سنة 1941 كما ترويها وزارة الحرب البريطانية ومستر تشرشل في مذكراته.
8. الشرق الأوسط في الشوؤن العالميةـ تأليف جورج لنشوفسكي.[6]
9. رحلة فريزر إلى بغداد سنة 1834.
10. الثورة العراقية فصول من كتاب السر ارنولد ويلسن ( بين النهرين ) طبع عام 1971

## في الزراعة والعلوم
1. مبادئ الزراعة العامة لدور المعلمين والمدارس الزراعية المتوسطة.
2. علم النبات للمدارس الإعدادية.
3. سلسلة كتب «دروس الأشياء ومبادئ الطبيعة» للصفوف الرابعة والخامسة والسادسة.
4. تجارب علم النبات.
5. مبادئ العلوم للصف الأول المتوسط (ترجمة).
6. طباع الحيوان في نظر العلم الحديث (ترجمة).
7. تصنيف النبات.
8. نباتات شافية (ترجمة).
9. قصة الطاقة في الطبيعة (ترجمة).
10. علم النبات الزراعي للصفوف الرابعة من الثانويات الزراعية.

## أخرى
1. القرية العراقية – دراسة في أحوالها وطرق إصلاحها، وحصل الكتاب على جائزة المجمع العراقي لسنة 1949.[7]
2. التعليم المهني في العراق، تقرير من اليونسكو وترجم كجزء من مجلة المعلم الجديد في سنة 1954.
3. التعليم الصناعي في العراق، تقرير من اليونسكو وترجم كجزء من مجلة المعلم الجديد في نفس السنة.
4. العتبات المقدسة، كتابة باب في كل جزء من السلسلة.

## وفاته
توفي يوم 15 أكتوبر (تشرين الأول) من سنة 1973.

## كتابه pdf
- كتاب:صور من تاريخ العراق في العصور المظلمة pdf.